# Lasztonya
Lasztonya is een plaats (község) en gemeente in het Hongaarse comitaat Zala. Lasztonya telt 86 inwoners (2001).